# 异红粉苔酸
异红粉苔酸是一种有机化合物，分子式C16H14O7，属于一种多酚，能视作由苔色酸形成的二缩酚酸，存在于大裸緣梅衣（Parmotrema tinctorum）等地衣中。